# Prapratno
Prapratno je vesnice v opčině Ston v Chorvatsku, v Dubrovnicko-neretvanské župě.

## Poloha
Prapratno je malá vesnice v zálivu asi 3 km západně od Stonu na poloostrově Pelješac v blízkosti silnice D414 od Stonu směrem na Orebić. Záliv obklopený olivovníky a borovicemi je jižní orientace a místní písečná pláž je považována[kým?] za jednu z nejkrásnějších pláží na Jadranu.
Od roku 2006 jezdí z Prapratna trajekt do přístavu Sobra na ostrově Mljet.

## Galerie

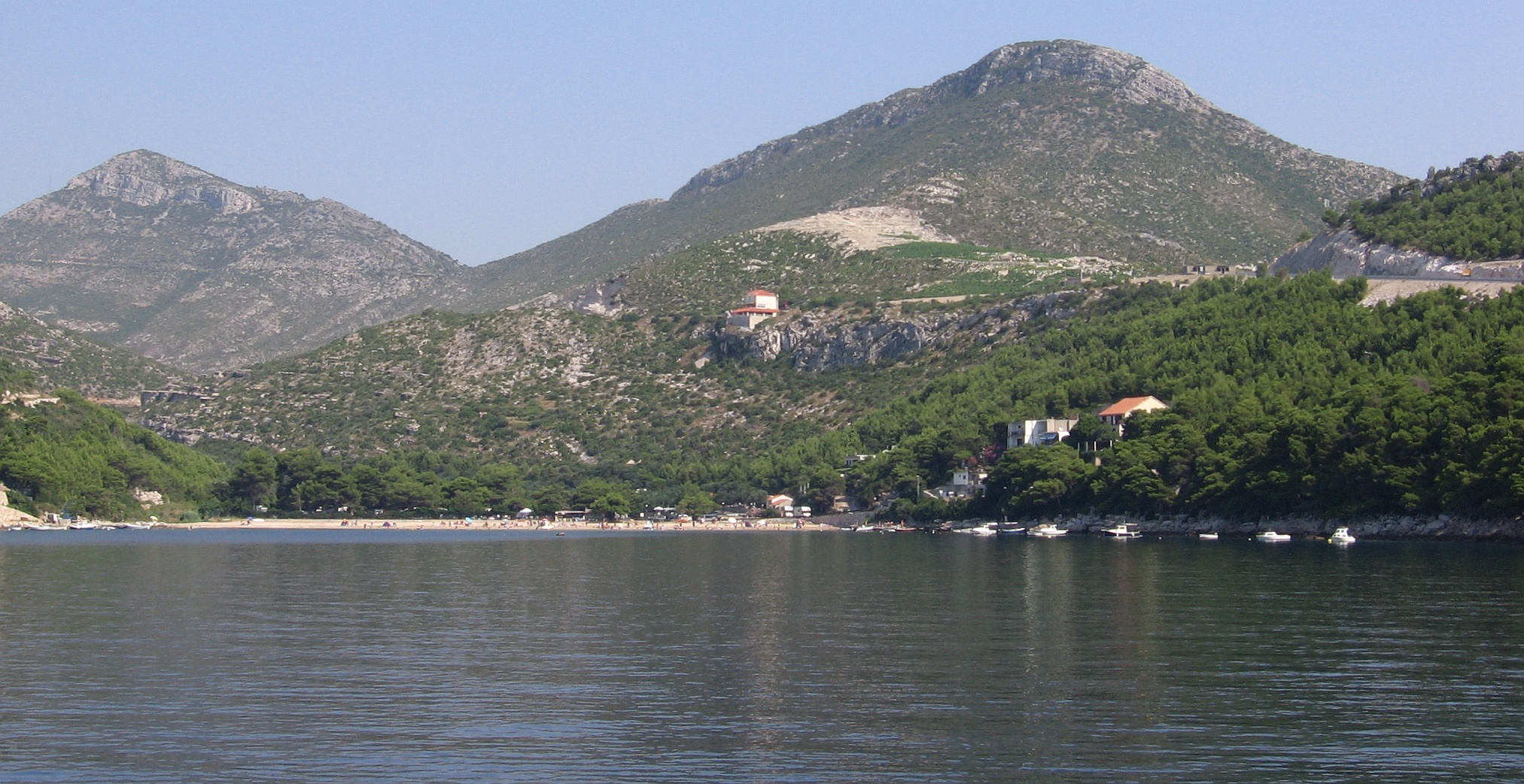
Prapratno od moře
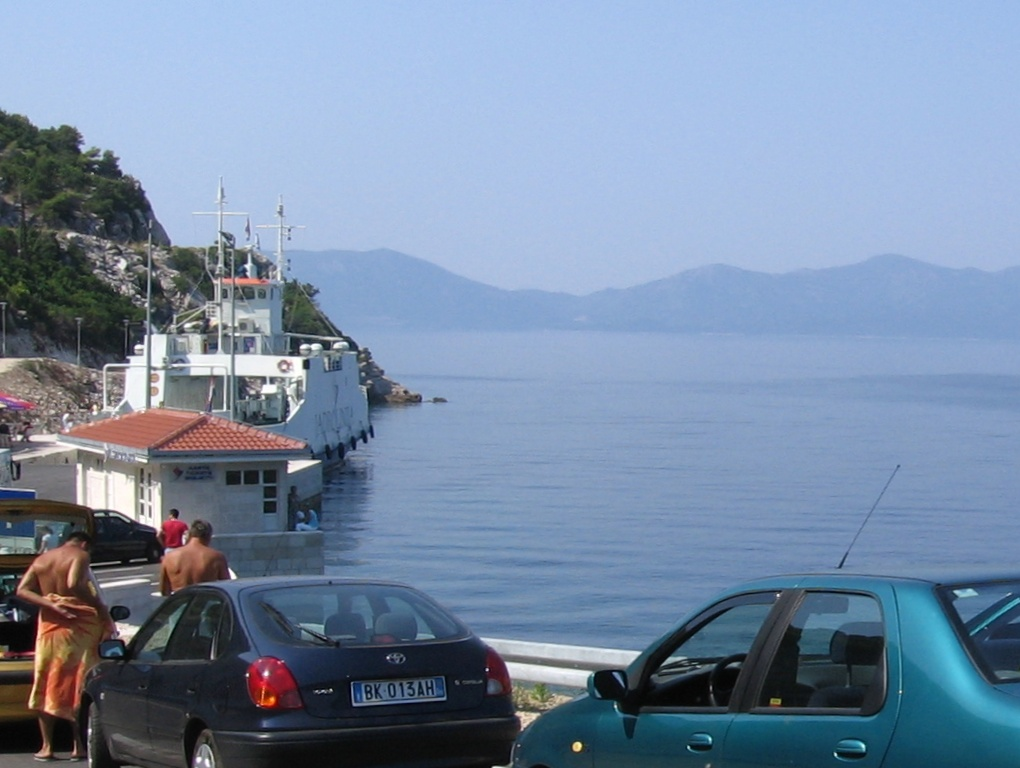
Prapratno - trajekt